# 1168
Cette page concerne l'année 1168  du calendrier julien.
L'année 1168 est une année bissextile qui commence un lundi.

## Événements
- 22 avril : Takakura est couronné empereur du Japon au Daigoku-den à Nara (fin de règne en 1181)[1].

- Septembre : traité entre les Francs de Jérusalem et l’empire byzantin pour un partage de l’Égypte, négocié par Guillaume de Tyr. Suzeraineté byzantine sur les États latins d’Orient[2].
- 20 octobre : départ d’Ascalon d’Amaury Ier de Jérusalem pour une nouvelle expédition en Égypte[3]. Il n’attend pas ses alliés byzantins. Elle provoque l’intervention décisive de Shirkuh et de son neveu Saladin.
- 4 novembre : prise de Bilbéis par les Croisés qui massacrent la population[4].
- 13 novembre : incendie du Caire devant l’avance des Croisés[5]. Amaury quitte l’Égypte le 2 janvier suivant[6].

- Chute de Tula (ou en 1156 selon les chroniques[7]). Début probable de l’installation des Aztèques dans la vallée de Mexico[8].
- Tombé malade, Taira no Kiyomori gouverne le Japon de sa retraite monastique[9].

### Europe

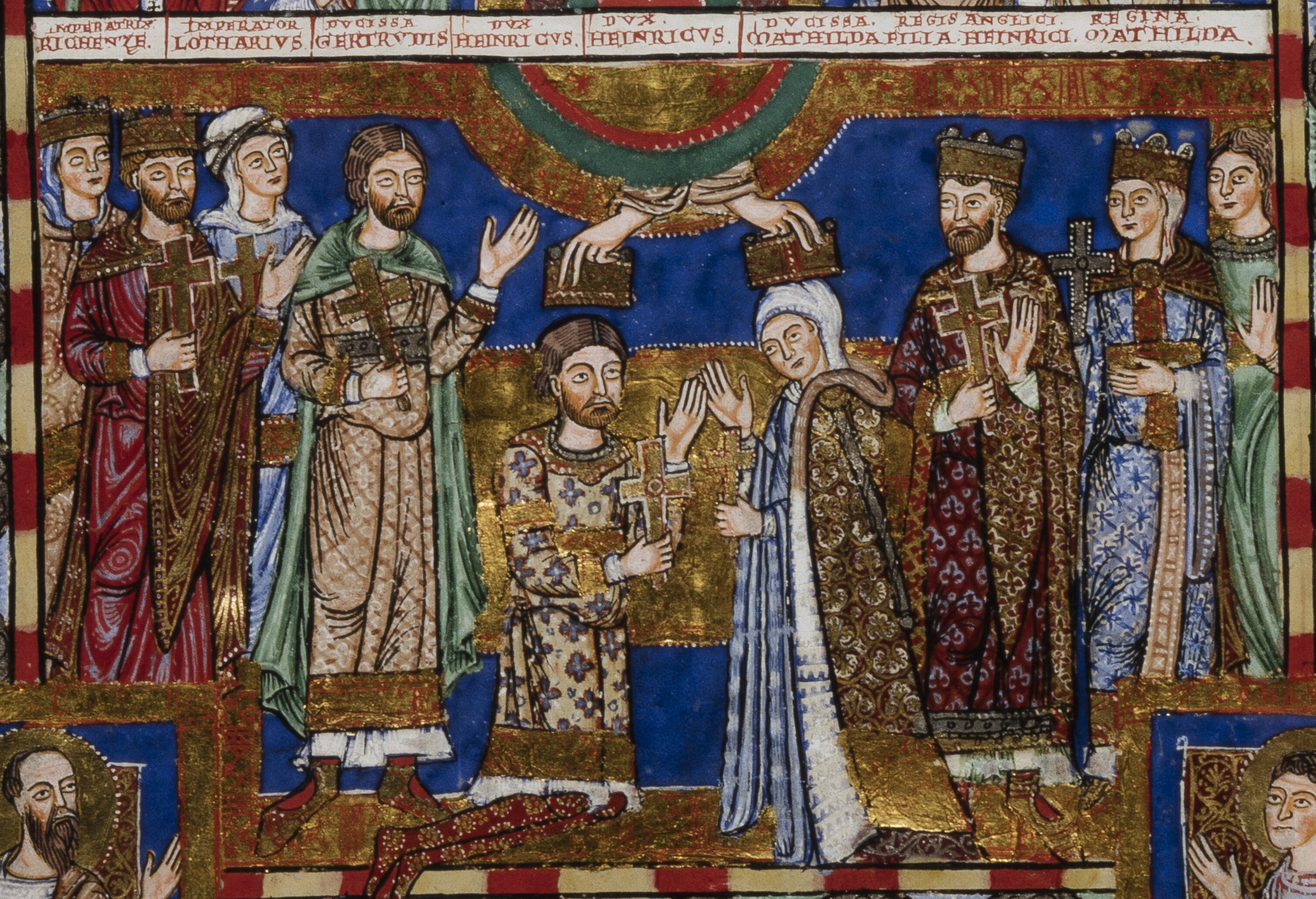
: mariage d’Henri le Lion et de Mathilde

- 17 janvier : mort de Thierry d’Alsace à Gravelines ; son fils Philippe d’Alsace, déjà associé au pouvoir depuis 1157, devient comte de Flandre (fin en 1191)[10].

- 1er février, Minden : Henri le Lion épouse en secondes noces Mathilde d’Angleterre[11].

- 1er mai : fondation d’Alexandrie par la Ligue lombarde baptisée en l’honneur du pape Alexandre III qui prend la direction de la Ligue[12].

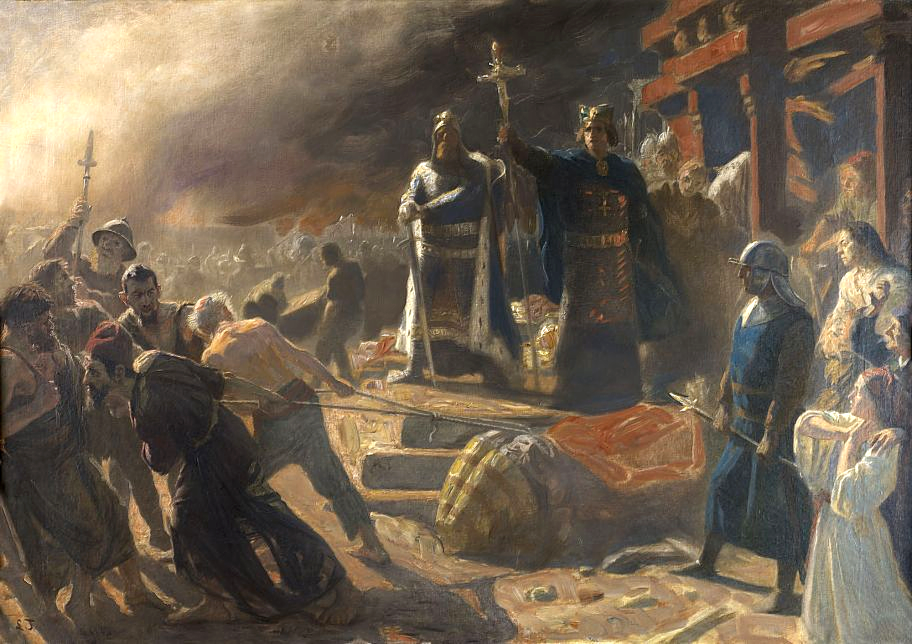
L’archevêque Absalon détruit le temple de Svantovít à Arkona

- 19 mai : Valdemar le Grand et l’archevêque Absalon combattent les Wendes et prennent Rügen. La capitale Arkona se rend le 16 juin après l’effondrement d’une falaise surplombant la ville. Valdemar accorde à tous la vie sauve à condition qu’ils renient leurs dieux païens et livrent toutes leurs richesses. Les Wendes acceptent de se soumettre à la loi danoise, de payer tribut au roi du Danemark et de répondre à toute demande concernant la levée nationale (ledung)[13].

- 18 juillet : Andronic Kontostéphanos passe la Save et marche contre les Hongrois, qu’il bat. Manuel Comnène célèbre à Constantinople un  triomphe à la mode antique[14]. Byzance reconquiert le nord-ouest des Balkans : soumission des Hongrois et des Serbes, reprise de la Dalmatie[15].

- Révolte à Palerme durant l’été. Les Français sont massacrés. Le chancelier Étienne du Perche doit fuir la ville. Les principaux animateurs de la rébellion sont Matthieu d’Ajello qui devient chancelier du royaume de Sicile et Gautier, qui obtient l’archevêché de Palerme en 1169[16].

- Septembre : victoire d’Étienne Nemanja sur ses frères près du village de Pantino, dans la région de Zvecan, au nord du Kosovo. Nemanja remporte la victoire et Tihomir se noie dans la rivière Sitnica[17]

- 24 octobre : mort de Guillaume IV de Nevers[18]. Guy de Nevers devient comte de Nevers, d’Auxerre et de Tonnerre (fin en 1175).

- Condamnation de l’abbé Polycarpe des Grottes par le métropolite de Kiev Constantin II à propos d’une querelle sur l’obligation de faire maigre les jours de fête[19].
- Étienne de Fougères, auteur du Livre des Manières est élu évêque de Rennes (fin en 1178)[20].